# Jimmy Auby
Jimmy Auby (Johannesburg, 7 november 1986) is een Zuid-Afrikaans autocoureur. Hij reed in het Zuid-Afrikaanse V8 Kampioenschap nadat hij promoveerde van het karten. Hij ging daarna racen in Europese kampioenschappen en reed onder andere in de Euroseries 3000 in 2007 en het Spaanse Formule 3 kampioenschap in 2008.
Hij reed 4 races voor A1 Team Libanon in de A1GP in 2007-08 en was reservecoureur voor de meeste races van 2008-09.
Hij was een testcoureur in de Superleague Formula in 2008.

## A1GP resultaten
| Jaar    | Inschrijving    | 1       | 2       | 3       | 4       | 5       | 6       | 7       | 8       | 9       | 10      | 11      | 12      | 13      | 14      | 15         | 16         | 17         | 18         | 19      | 20      | Rang | Punten |
| ------- | --------------- | ------- | ------- | ------- | ------- | ------- | ------- | ------- | ------- | ------- | ------- | ------- | ------- | ------- | ------- | ---------- | ---------- | ---------- | ---------- | ------- | ------- | ---- | ------ |
| 2007-08 | A1 Team Libanon | NED SPR | NED FEA | CZE SPR | CZE FEA | MAL SPR | MAL FEA | ZHU SPR | ZHU FEA | NZL SPR | NZL FEA | AUS SPR | AUS FEA | RSA SPR | RSA FEA | MEX SPR 15 | MEX FEA 17 | SHA SPR 18 | SHA FEA 22 | GBR SPR | GBR FEA | 22   | 0      |